# Публилий Сир
Публилий Сир, также Публий Сир (лат. Publilius или Publius Syrus) — римский мимический поэт эпохи Цезаря и Августа, младший современник и соперник Лаберия. Происходил из Сирии (откуда и прозвище Syrus — сириец); в Риме появился в качестве раба, впоследствии получил свободу и разыгрывал свои драматические произведения по разным городам Италии, с большим успехом. Особенно ценились его мимы благодаря тому, что были пересыпаны нравоучительными изречениями.
Из этих произведений очень рано, ещё в I столетии н. э., может быть, Сенекой, который вообще охотно цитирует Публилия Сира, или кем-нибудь другим из его кружка, был составлен, вероятно для школьного употребления, сборник поговорок или сентенций. В Средние века в этот сборник было внесено много пословиц и поговорок, заимствованных из других источников, а в новейшее время туда же прибавлено немало вновь открытых, бывших доселе неизвестными изречений. Многие из приписываемых Публилию Сиру сентенций дошли до нас в форме, очевидно, испорченной.
Заглавие первоначального сборника этих изречений, вероятно, было: «Publii Syri muni sententiae». Древнейшее издание сборника сделано ещё Эразмом (в издании Dion. Cato, Страсбург, 1515); позднейшие критические издания — Вёльфлина (W ö lflin, Лейпциг, 1869), Ribbeck, в «Scienicae romanorum poesis fragmenta» (II отд., 2 тт., Лейпциг, 1873), Spengel (Б., 1874), W. Meyer (Лейпциг, 1880), O. Fridrich (Б., 1880).

## Тексты и переводы
- Латинский текст

Русский перевод:
- Публилий Сир. Сентенции / Пер. Е. М. Штаерман // Вестник древней истории. — 1982. — № 1. — С. 233-252.